# Kuronezumia bubonis
Kuronezumia bubonis és una espècie de peix de la família dels macrúrids i de l'ordre dels gadiformes.

## Morfologia
- Els adults poden assolir 60 cm de llargària total.[2][3]

## Hàbitat
És un peix d'aigües profundes que viu entre 585-1300 m de fondària.

## Distribució geogràfica
Es troba a l'oest de l'Atlàntic, l'oest de l'Índic i el Pacífic.